# Radiologie industrielle
La radiologie industrielle ou contrôle par radiographie est une méthode du contrôle non destructif utilisée pour examiner la structure interne ou l'intégrité d'échantillons au moyen de rayons X, produits par un générateur de rayons X ou un accélérateur de particules, ou au moyen de rayons gamma, générés par une source d'isotopes radioactifs. Après avoir traversé l'échantillon à analyser où ils sont plus ou moins absorbés selon l'épaisseur et la matière traversées, les photons X ou gamma sont capturés par un film argentique, un écran phosphore ou un détecteur digital, ce qui permet d'obtenir une image de l'intérieur de l'objet étudié.
Les méthodes d'inspections peuvent être portables ou stationnaires. La radiographie industrielle est utilisée pour le contrôle de soudures, de pièces de fonderies ou d'impression 3D en composites, en contrôle alimentaire, en contrôle de bagages, en tri et recyclage, en déminage, en maintenance aéronautique, en balistique, dans le contrôle de turbines, en caractérisation de surfaces, en mesure d'épaisseurs, dans la lutte contre la contrefaçon, ...

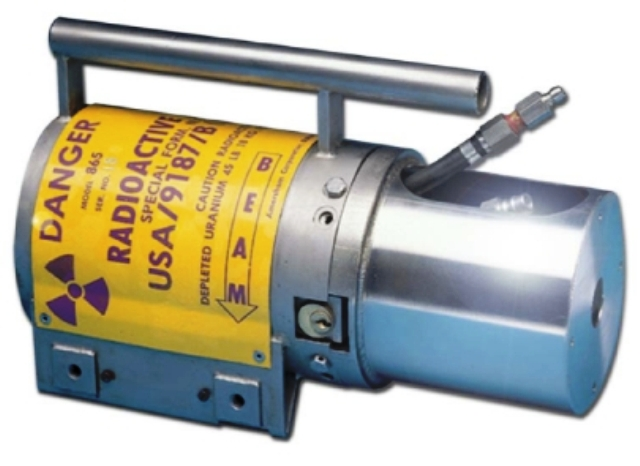
Projecteur de source de rayons gamma utilisé lors de contrôles non destructif.

## Contrôle non destructif
Dans le cas d'application aux contrôles de pièces mécaniques, la radiologie permet de réaliser un contrôle non destructif. Elles utilisent principalement comme techniques la radiographie. Les défauts internes sont ainsi détectés, par exemple des soufflures, des porosités, des retassures ou des fissures internes de la pièce.
La radiographie est aussi utilisée pour le contrôle de certaines pièces métalliques moulées ou réalises en impression 3D, destinées à l'aéronautique.

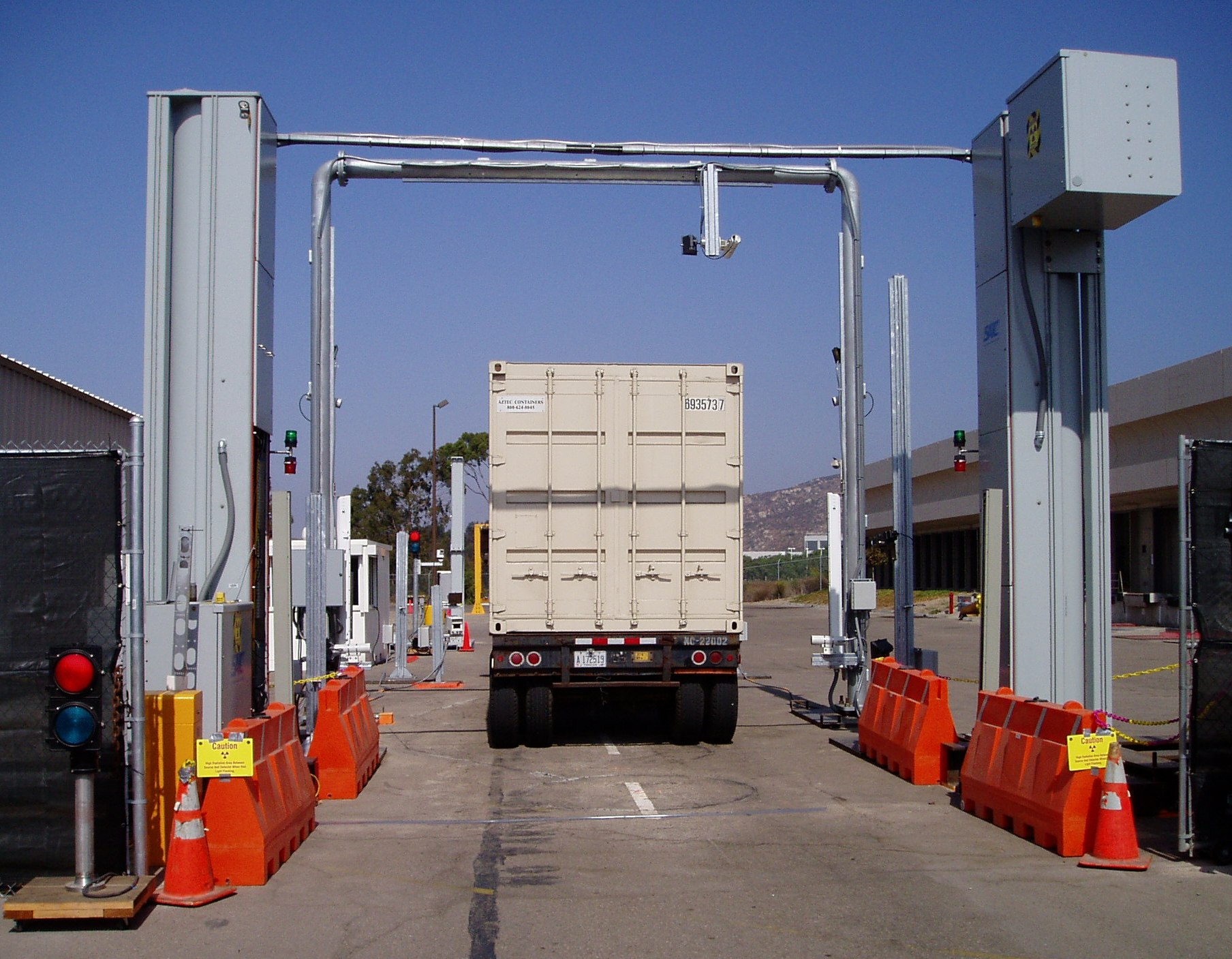
Portail VACIS (marque déposée, acronyme de l’anglais Vehicle and Cargo Inspection System, en français : système d’inspection de véhicule et cargaison) ayant radiographié un conteneur de transport à l'aide de rayons gamma.

## Histoire de la radiologie industrielle
Une des premières images prises par Roentgen est celle d'une séries de poids dans une boîte. La première radiographie de tableau a été réalisée en 1896, en Allemagne, par W. König. L'utilisation de la radiologie industrielle reste très limitée par le manque de puissance des appareils. Ce sont les inventions de Coolidge qui permettent une application de la radiologie dans ce domaine. Au cours de la Seconde Guerre mondiale, le programme de construction de navires de guerre entraîne aux États-Unis un très grand développement de cette pratique.

## Sécurité
La radiographie et la fluoroscopie sont également beaucoup utilisées dans le domaine de la sécurité, notamment pour le contrôle des bagages dans les aéroports, mais aussi pour le contrôle des frets maritimes et routiers (contrôles douaniers).

## Contrôles d'assurance qualité
Dans l'industrie alimentaire, des images par rayons X parfois effectuées sur les chaines de production pour contrôler la présence éventuelle d'un corps étranger. On peut utiliser également des sources de rayonnement pour stériliser la nourriture ou des objets devant être rendus stériles pour par exemple une utilisation médicale. Les aliments sont simplement traversés par les rayons X : une fois la fin de l'irradiation, ils ne sont pas radioactifs.

## Paléo-radiologie
Les objets anciens trouvés lors de fouilles archéologiques sont parfois fragiles. On est amené à utiliser la radiologie pour étudier ces objets sans pour autant les détruire. Il peut s'agir d'armes pour comprendre leur mécanisme ou de coffre dont l'ouverture est impossible. On peut également utiliser les scanners X pour étudier des restes humains, parfois des momies.

## Étude des matériaux
En cristallographie, on peut étudier les propriétés des cristaux en les irradiant avec des rayons X. Du fait de leur structure périodique, les cristaux vont diffracter les rayons X de manière bien particulière. 
Il existe également une méthode permettant de caractériser les matériaux composant un échantillon. En le soumettant à des rayons x, cela provoque des excitations, ou ionisations des électrons des couches internes. En revenant à leur état de moindre énergie, les électrons réalisent des transitions électroniques, émettant ainsi un rayonnement électromagnétique de fluorescence dont le spectre de longueur d'onde est caractéristique des matériaux.